# Canton de Montferrand (Dordogne)
Pour les articles homonymes, voir Canton de Montferrand (homonymie).
Le canton de Montferrand est un ancien canton français du département de la Dordogne. Il faisait partie du district de Belvès. Le canton avait pour chef-lieu Montferrand.

## Histoire
Le canton de Montferrand est créé en 1790 sous la Révolution en même temps que les départements. Il dépend du district de Belvès jusqu'en 1795, date de suppression des districts.
Lorsque ce canton est supprimé par la loi du 8 pluviôse an IX (28 janvier 1801)  portant sur la « réduction du nombre de justices de paix », ses communes sont alors réparties entre le canton de Beaumont (Montferrand, Sainte-Croix), le canton de Cadouin (Bouillac, Saint-Avit-Rivière) et le canton de Monpazier (Lolme, Saint-Marcory, Saint-Romain), dépendant tous trois de l'arrondissement de Bergerac.

## Composition
Il était composé de sept communes :
- Bouillac[2]
- Lolme[3]
- Montferrand[1]
- Saint Avit Rivierre[4]
- Saint Marcory[5]
- Saint Romain[6]
- Sainte Croix[7]